# Lussan (Gard)
Lussan település Franciaországban, Gard megyében. Lakosainak száma 531 fő (2022. január 1.). Lussan Bouquet, La Bruguière, Fons-sur-Lussan, Fontarèches, Goudargues, Méjannes-le-Clap, Vallérargues és Verfeuil községekkel határos.

## Népesség
A település népességének változása:
| Lakosok száma | 268  | 331  | 357  | 444  | 502  | 497  | 486  | 503  | 499  | 531  |
|               | 1968 | 1982 | 1990 | 2006 | 2013 | 2015 | 2017 | 2019 | 2020 | 2022 |